# 聖芭芭拉 (安蒂奧基亞省)

聖芭芭拉（西班牙語：Santa Bárbara）是哥倫比亞的城鎮，位於該國西北部，由安蒂奧基亞省負責管轄，距離首府麥德林53公里，始建於1774年，面積185平方公里，海拔高度1,800米，2002年人口25,547。
5°52′39″N 75°34′14″W / 5.8775°N 75.5706°W